# Аборт мозга
«Аборт мозга» — российская панк-группа, образованная в 2001 году в Улан-Удэ.

## История
Идейными вдохновителями и музыкантами выступили гитарист Роман Семёнов (Rem) и вокалистка Сабрина Амо, в первоначальный состав вошли барабанщик Александр Воронин (Доцент) и бас-гитаристка Ольга (Кнопка). Изначально группа вдохновлялась такими исполнителями как Nine Inch Nails и Marilyn Manson, а жанр в котором они хотели играть был индастриал. Вследствие увлечения музыкантов трансперсональной психологией (в группе к тому времени было 2 студента психологического факультета) появилось название коллектива «Аборт мозга» что и понималось как «состояние отсутствия ментальных процессов». Подготовив небольшую программу, коллектив стал выступать на концертах в Улан-Удэ и близлежащих городах.
На тот момент перед нами стояла задача создать необычную группу и играть индастриал. Мы и не думали, что когда-нибудь побываем на их концертах и даже подарим Менсону свой диск.
В 2003 году коллектив записал свой дебютный альбома «Радуга». О котором журнал «Fuzz» отозвался «…после такого можно либо стать лучше, либо умереть». Другие издания (питерский «Ножи и вилки», интернет-ресурс рецензий «bruttonetto»), сочли «Радугу» оригинальным творением, первые определили стиль группы как «эмо-кор», а вторые решили, что группа играет «дарк-панк». Альбом «Радуга» был издан на собственные средства, которых хватило на 500 экземпляров кассет.
К началу 2005 года группа записала второй альбом «Костыль». Его планировалось выпустить на одном из московских лэйблов, был напечатан анонс в музыкальном журнале «Бритва», но по неизвестным причинам «Костыль» так и остался неизданным.
Благодаря тому, что многие песни из «Костыля» вошли в российские панк-сборники: «Панк-Оккупация», «Панк-Эрекция» и Russian Punk Cannonade 6 в интернете, на музыкальных форумах начались бурные обсуждения нового альбома, что принесло группе известность среди поклонников российского панка.
В начале 2006 года, основатели группы — Роман и Сабрина принимают решение покинуть Улан-Удэ и пожить какое-то время в Москве, а весной устраивают прощальный концерт в Улан-Удэ, под названием «Аборт — результат блуда!». На следующий день в региональной прессе появились положительные отзывы об организаторах, мероприятие позиционируется как «акция против абортов». После этого «Аборт мозга», неожиданно для себя приобретают репутацию группы, имеющей активную гражданскую позицию.
По приезде в Москву группа начала выступать в клубах. Летом 2006 года группа посетила Барнаул, а также выступила на Московском хардкор фестивале. В июне 2006 года группа АМО при содействии промоутерской компании «Event fabrique», приняла участие в Восточно-Европейском музыкальном конвенте Eastern Europe Music Convention проходившем в Санкт-Петербурге, что позволило группе убедиться в верности выбранного пути и творческой концепции.
Осенью АМО в очередной раз играли на «Российском панк-обстреле-7», после чего были концерты в Москве, Владимире, Санкт-Петербурге. В конце года «Аборт мозга» посетили город Херсон, в качестве гостей проекта 4-го международного фестиваля «Премьера века».
В октябре 2007 года на Московском лэйбле «Rebelrecords» вышел новый альбом АМО — «Влечение», презентация которого состоялась 25 ноября в Улан-Удэ и сопровождалась политическим скандалом вокруг партии Яблоко, где кандидатом в депутаты вызвалась быть Сабрина Амо.
В 2009 году группа «Аборт мозга» записала второй клип «Стерва», который по мнению СМИ явился пародией на любовь. К самым ярким выступлениям того времени можно отнести участие в фестивалях «Беломор-Буги» и Rock-Line. За это время были записаны 6 новых песен и подготовлены ещё несколько песен для нового альбома, но в ноябре 2010 года по личным причинам группу покинул гитарист и композитор Роман Семёнов. Сабрине пришлось вернуться в Улан-Удэ, она быстро нашла замену Роману и собрала новый состав уже к началу января, «Аборт мозга» вновь выступили в Петербурге и Москве с новой программой, а также в ряде других городов: Барнаул, Кемерово, Томск, Новосибирск, Чита.
До середины 2012 года состав неоднократно претерпевал изменения, было записано несколько демо-версий и снят клип на песню «Рана бытия».
В 2013 году группа почти прекратила выступления и репетиции, хотя об официальном распаде заявлено не было. С сентября 2012 г. по август 2015 г. Сабрина АМО посвятила себя работе над новым проектом электронной музыки — «Тишаны», в результате чего был записан и издан альбом «Сознание», в текстах песен которого чётко прослеживалась концепция «Аборта мозга». Не все поклонники «АМО» по достоинству оценили этот неоднозначный плод трёхлетнего труда.
В сентябре 2015 года Сабрина решила возобновить деятельность «Аборта мозга» и уже к ноябрю 2015 была отрепетирована новая программа. Для её воплощения в жизнь группа напросилась на концерты посвящённые 20-летию группы «Оргазм Нострадамуса», которые состоялись в Санкт-Петербурге и в Москве.
В феврале 2016 года группа приступила к записи четвёртого альбома. В начале мая 2016 свет увидел сингл «Молилась» при участии старухи Изергиль из группы «Ансамбль Христа Спасителя и мать Сыра Земля», а также мультипликационный видеоклип, который вызвал положительные отзывы у поклонников обоих коллективов. В конце июня коллектив выпускает совместную видеоработу с группой The Крыша, на ранее записанную композицию «Пирсинг». Съёмки видеоклипа проходили одновременно в двух городах — Улан-Удэ и Санкт-Петербурге
1 ноября 2017 года коллектив выпускает альбом «Мания», тиражом в 666 экземпляров. В декабре 2017 года Сабрина в одном из интервью сообщает о записи акустического альбома группы «Аборт мозга».
1 мая 2018 года группа выпускает сингл «На Троне», записанный при участии украинской группы «Шмели», объявив о частичной смене состава и начала нового периода в истории коллектива.
23 марта 2021 года на лейбле Insulation Records состоялся выход заново перезаписанного альбома 2005 года — Костыль.
В 2021 году группа анонсирует выход инструментального альбома, заявив, что параллельно ведется работа над несколькими альбомами.
В начале лета 2022 года группа выпускает акустический сингл "Антихрист", как предтечу, к ранее анонсированному акустическому альбому и веб-версию сингла "Они", начав новые эксперименты со звучанием.
9 июля 2022 года коллектив дает первое выступление за долгие годы в родном городе и отправляется в тур по Дальневосточному региону, где выступает с новой программой.
В сентября 2022 года известный музыкальный журналист и кинокритик Денис Ступников заявил о начале работы над книгой про группу Аборт Мозга. В этот же период был выпущен альбом "Надругательство", материал для которого был сочинен еще в период 2011-2012 г., но по ряду причин не был воплощен в жизнь.
2 февраля 2023 года в годовщину рождения лидера группы Оргазм Нострадамуса - Алексея "Угла" Фишева в свет вышла вторая часть трибьюта Оргазм Нострадамуса, где группа так же приняла участие.
В сентябре 2023 года коллектив, спустя 8 лет впервые выступил в электрическом составе в Москве, вместе с группой Пурген. В составе Аборт Мозга приняли участие музыканты Коррозии Металла, Пурген и Кукишъ.
24 января 2024 года был выпущен новый экспериментальный по звуку альбом "Паралич"

## Состав группы

### Участники
- Сабрина Амо — вокал (2001 — наши дни)
- Александр Ганькин (Автогном) — клавишные (2012 — наши дни)
- Александр «Мангол» Осокин — гитара, бас, аранжировки

### Бывшие Участники
- Роман «Rem/Башка» Семёнов — гитара (2001—2010)
- Александр «Доцент» Воронин — ударные (2001—?)
- Ольга «Кнопка» — бас (2001—?)
- Виктор «Вицын» Старков — бас (2003—2007)
- Роман «Мозг» Ахрамович — бас (2005—2015)
- Илья Андреев — бас (2008—2010)
- Роман Махов — ударные (2008—2010)
- Сергей «Гордей» Гордеев — ударные (2009—2011), гитара (2011—2012)
- Артём «Арсеналыч» Козлов — гитара, бас (2016—2017)
- Serg FromHell — гитара, бас (2016—2017)
- Владислав Анастасов — ударные (2016—2017)

## Дискография

### Студийные альбомы
- 2003 — «Радуга»
- 2005 — «Костыль»
- 2007 — «Влечение»
- 2012 — «Надругательство»
- 2017 — «Мания»
- 2021 — «Instrumental. Альбом инструментальных хитов»
- 2024 — «Паралич»

### Синглы
- 2008 — «На поражение»
- 2010 — «Не Люди»
- 2013 — «Пирсинг»
- 2016 — «Молилась»
- 2016 — «Надо Бороться!»
- 2018 — «На Троне»
- 2022 — «Антихрист. Акустика»
- 2022 — «Они»

### Видеоклипы
- 2009 — «Стерва»
- 2009 — «Чердаки-Подвалы»
- 2009 — «Утро Мертвецкой Пятки»
- 2009 — «Рискнуть»
- 2010 — «Рана Бытия»
- 2016 — «Молилась»
- 2016 — «Пирсинг»
- 2016 — «Надо Бороться!»
- 2023 — «Паралич»